# Camponotus bakeri
Camponotus bakeri es una especie de hormiga del género Camponotus, tribu Camponotini. Fue descrita científicamente por Wheeler en 1904.
Se distribuye por los Estados Unidos. Se ha encontrado a elevaciones de hasta 410 metros. Vive en microhábitats como troncos podridos y debajo de piedras.